# کاتارینا مولیتور
کاتارینا مولیتور (آلمانی: Katharina Molitor؛ زادهٔ ۸ نوامبر ۱۹۸۳) پرتاب‌گر نیزه اهل آلمان است.
وی در مسابقات کشوری و بین‌المللی در مجموع برندهٔ ۱ مدال طلا شده‌است.